# Mladi raziskovalec
Eden od instrumentov znanstvene politike Slovenije je financiranje podiplomskega študija in raziskovalnega usposabljanja mladih raziskovalcev (kratica MR) s sredstvi državnega proračuna Republike Slovenije. Program zelo uspešno poteka že od leta 1985 in je izdatno prispeval k dvigu kakovosti in obsega raziskav ter h kadrovskemu pomlajevanju raziskovalnih skupin. S financiranjem mladih raziskovalcev se želi obnoviti raziskovalni in raziskovalno-pedagoški kader v raziskovalnih organizacijah, povečati raziskovalno zmogljivost skupin za izvajanje programov javne službe na področju raziskovalne dejavnosti temeljnih, aplikativnih in razvojnih projektov ter povečati kadrovski potencial za potrebe drugih uporabnikov iz javnega in zasebnega sektorja. 
Značilnost programa mladih raziskovalcev: 
- mladi raziskovalci so ob podiplomskem študiju vključeni v raziskovalno delo na programih, temeljnih ali razvojno-raziskovalnih aplikativnih projektih,
- so v rednem delovnem razmerju za določen čas in
- iz državnega proračuna Republike Slovenije se zagotavlja sredstva za njihove plače, prispevke, materialne in nematerialne stroške za raziskovalno delo ter podiplomski študij.

## Vir
- Poročilo in pregled financiranja raziskovalne dejavnosti iz proračuna Republike Slovenije za leto 2011 (COBISS), str. 34.